# 卡萨斯德东佩德罗
卡萨斯德东佩德罗，是西班牙埃斯特雷马杜拉巴达霍斯省的一个市镇。总面积143平方公里，总人口1734人（2001年），人口密度12人/平方公里。